# Łaziska Śląskie
Łaziska Śląskie – nieczynny przystanek kolejowy w miejscowości Łaziska (gmina Godów, powiat wodzisławski), w województwie śląskim.

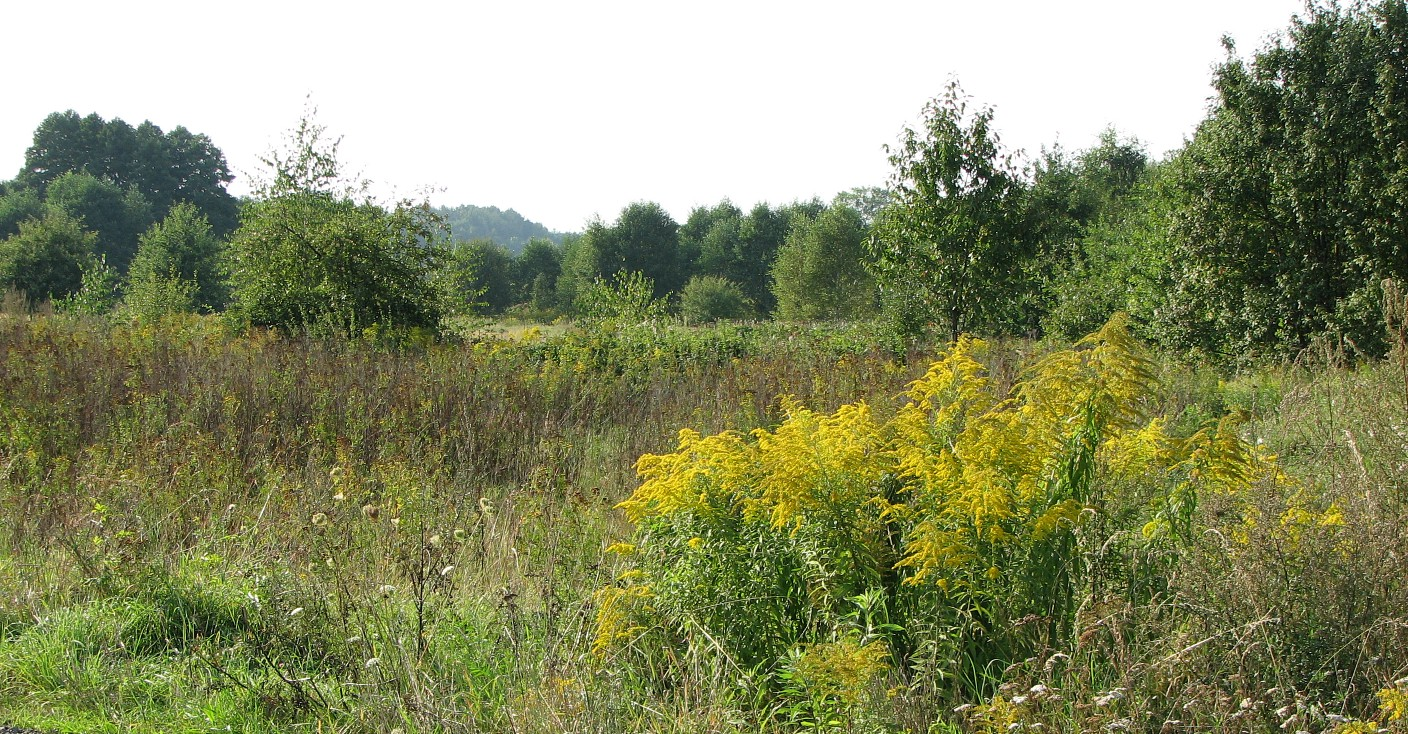